# 天兽翼龙属
天兽翼龙属（学名：Yelaphomte）是莱提亚翼龙科的一属。

## 下属物种
本属包括以下物种：
- Yelaphomte praderioi Martínez et al., 2022[2]